# NGC 4392
NGC 4392 في الفهرس العام الجديد، هي مجرة، تقع في كوكبة السلوقيان. اكتشفت في 27 أبريل 1788 بواسطة ويليام هيرشل.

## روابط خارجية
- NGC 4392 على موقع ويكي سكاي: DSS2, SDSS, GALEX, IRAS, Hydrogen α, X-Ray, Astrophoto, Sky Map, Articles and images